# 張憲 (成化進士)
張憲（1446年—1511年），字廷式，號省庵，江西饒州府德興縣人，軍籍。明朝政治人物。進士出身。

## 生平
成化四年（1468年）戊子科江西鄉試第三十五名。成化八年（1472年）壬辰科進士。刑部觀政，授吏部考功司主事，歷员外、郎中，弘治三年（1490年）二月升山東左參政，在任五年，八年三月升浙江右布政使，十年八月擢順天府尹，十四年六月以工部右侍郎督易州山厂柴炭。正德初兼左佥都御史，巡视浙江盐法，正德元年（1506年）十一月以三品九年秩满，升右都御史，仍整理两浙盐法。三年十二月任南京都察院右都御史掌院事，四年十二月改任南京礼部尚书，刘瑾當權，在次月勒令致仕。劉瑾被诛，正德五年九月起复南京工部尚書，六年二月二日卒于任上，享年六十六。

## 家族
曾祖父張伯良。祖父張貴承。父亲張崇惠。